# N53 (Luxemburg)
De N53 (Luxemburgs: Nationalstrooss 53) is een nationale weg in de stad en het land Luxemburg. De route heeft een lengte van ongeveer 550 meter.
De route begint in het verlengde van de N1 op de Boulevard Victor Thorn en gaat via Boulevard Jean Ulveling naar de Cote d'Eich waar het aansluit op de N7 en de N57. 

## N53a
De N53a is een ongeveer 230 meter lange weg wat aansluit op de N53. De route gaat over de Cote d'Eich.
N1 ·
N2 ·
N3 ·
N4 ·
N5 ·
N6 ·
N7 ·
N8 ·
N10 ·
N11 ·
N12 ·
N13 ·
N14 ·
N15 ·
N16 ·
N17 ·
N18 ·
N19 ·
N20 ·
N21 ·
N22 ·
N23 ·
N24 ·
N25 ·
N26 ·
N27 ·
N28 ·
N31 ·
N32 ·
N33 ·
N34 ·
N35 ·
N37 ·
N38
N50 ·
N51 ·
N52 ·
N53 ·
N55 ·
N56 ·
N57